# 왕쓰이
왕쓰이(중국어: 王思懿, 병음: Wáng Sīyì, 한자음: 왕사의, 본명: 왕신징(중국어: 王心靜, 병음: Wáng Xīnjìng), 1972년 12월 11일 ~ )는 타이완의 배우이다.

## 출연작

### 드라마
- 2013년 저장 위성 텔레비전 중국람극장 《해피누들》 - 우룬메이 역
- 2013년 CCTV-8 황금강당극장 《구사일생》 - 리치우췌이 역
- 2014년 안후이 위성 텔레비전 해돈제일극장 《망해적여인》 - 싼이타이 역
- 2015년 안후이 위성 텔레비전 해돈제일극장 《청춘정능량지아시녀신》 - 가오티엔 역
- 2015년 안후이 위성 텔레비전 해돈제일극장 《분경》 - 천샤오거 역
- 2016년 CCTV-1 제일특약극장 《천애옥협》 - 라오반냥 역
- 2018년 안후이 위성 텔레비전 해돈제일극장 《신인재여도》 - 펑야쇼 역
- 2021년 후난위성텔레비전 금응독파극장 《강산여차다교》 - 료경남 역
- 2021년 산둥 위성 텔레비전 화양극장 《호우지시절》 - 리메이시안 역
- 2022년 베이징 텔레비전 품질극장 《운하풍류》 - 노부인 역
- 2022년 후난위성텔레비전 금응독파극장 《빙란일편풍운기》 - 고애국 역
- 2023년 유쿠 웹드라마 《미우연쌍비》 - 귀부 역